# 유해덕
유해덕(1962년 6월 21일 ~)은 빙그레 이글스에서 뛰었던 전 야구 선수다. 1988년까지는 야수로 뛰었으나 같은 해 말 고참 천창호의 태평양 이적 때문에 이 같은 공백을 메꾸기 위해 투수로 전향했는데 1989년에는 중간 계투로 2경기 등판하기도 했다.

## 출신 학교
- 대구중학교
- 대전고등학교
- 고려대학교

## 같이 보기
- 빙그레 이글스 연도별 선수 명단